# Ziegleria guzanta
Ziegleria guzanta is een vlinder uit de familie van de Lycaenidae. De wetenschappelijke naam van de soort werd als Thecla guzanta in 1902 gepubliceerd door Schaus.